# Lichenochora constrictella
Lichenochora constrictella är en lavart som först beskrevs av Johannes Müller Argoviensis, och fick sitt nu gällande namn av Hafellner 1989. Lichenochora constrictella ingår i släktet Lichenochora, ordningen Phyllachorales, klassen Sordariomycetes, divisionen sporsäcksvampar och riket svampar.   Inga underarter finns listade i Catalogue of Life.